# Марио Пестано
Марио Пестано  (шп. Mario Pestano García; Арико, Санта Круз де Тенерифе, 8. април 1978) је шпански атлетичар, чија је специјалност бацање диска. Једанаест година је узастопни првак Шпаније у бацању диска (2001—2011), 8 пута рекордер Шпаније у распону 65,38 до 69,50 (2008) 43 пута био је репрезентативац Шпаније.
Члан је АК Тенерифе Каја Канариос, а тренер му је Luis Lizaso Sáinz. У почетку каријере се такмичио и у бацању кугле, али се касније определио за диск.

## Значајнији резултати Марија Пестана
| Год. | Такмичење                      | Место                 | Пласман | Резултат |
| ---- | ------------------------------ | --------------------- | ------- | -------- |
| 1999 | Светско првенство              | Севиља, Шпанија       | 30      | 57,30    |
| 2001 | Универзијада                   | Пекинг, Кина          | 10      |          |
| 2001 | Медитеранске игре              | Тунис, Тунис          | 3       | 63,71    |
| 2001 | Светско првенство              | Едмонтон, Канада      | 22      | 56,58    |
| 2002 | Европско првенство             | Минхен, Немачка       | 4       | 64,69    |
| 2003 | Светско првенство              | Париз, Француска      | 8       | 64,39    |
| 2003 | Светско атлетско финале        | Монте Карло, Монако   | 8       | 59,96    |
| 2004 | Олимпијске игре                | Атина, Грчка          | 12      | 61,69    |
| 2004 | Светско атлетско финале        | Монте Карло, Монако   | 1       | 64,11    |
| 2005 | Светско првенство              | Хелсинки, Финска      | 11      | 62,75    |
| 2005 | Светско атлетско финале        | Монте Карло, Монако   | 6       | 62,97    |
| 2005 | Медитеранске игре              | Алмерија, Шпанија     | 1       | 63,96    |
| 2006 | Европско првенство             | Гетеборг, Шведска     | 4       | 64,84    |
| 2007 | Светско првенство              | Осака, Јапан          | 10      | 62,70    |
| 2008 | Олимпијске игре                | Пекинг, Кина          | 9       | 63,42    |
| 2009 | Светско првенство              | Берлин, Немачка       | 10      | 62,76    |
| 2010 | Зимски Европски куп у бацањима | Арл, Француска        | 2       | 63,78    |
| 2010 | Иберо–Америчко првенство       | Сан Фернандо, Шпанија | 1       | 63,01    |
| 2010 | Европско првенство             | Барселон, Шпанија     | 6       | 64,51    |
| 2011 | Светско првенство              | Тегу, Јужна Кореја    | 11      | 63,00    |